# Gornje Trudovo
Gornje Trudovo (cyr. Горње Трудово) – wieś w Serbii, w okręgu zlatiborskim, w gminie Nova Varoš. W 2011 roku liczyła 57 mieszkańców.